# Nižné Raslavice
Nižné Raslavice (dříve také Uhorské Raslavice) jsou část obce Raslavice na Slovensku v okrese Bardejov. Vznikly později než sousední Vyšné Raslavice, a to ve druhé polovině 13. století po příchodu maďarských osadníků. Na konci roku 2008 měly 1 568 obyvatel.
Nachází se zde římskokatolický kostel Narození Panny Marie z let 1991 až 1996 a evangelický kostel Nejsvětější Trojice (původně zasvěcený sv. Alžbětě Uherské a později Panně Marii), který naposledy prošel rekonstrukcí v letech 1996 až 1998 po jeho odkoupení od římskokatolické církve. Zdejší kaštel z počátku 18. století v roce 1939 zakoupila Kongregace sester Božského Spasitele; v roce 1950 odsud byly řeholnice vyhnány a stavbu, která v roce 1985 vyhořela, se podařilo obnovit až po její restituci začátkem 90. let 20. století.